# گمینا ووخوو
گمینا ووخوو (به لهستانی:  Gmina Łochów) یک گمینا در لهستان است که در شهرستان ونگروف واقع شده‌است. گمینا ووخوو ۱۹۴٫۹۸ کیلومتر مربع مساحت و ۱۷٬۹۶۲ نفر جمعیت دارد.